# Euderces parallelus
Euderces parallelus là một loài bọ cánh cứng trong họ Cerambycidae.